# 沙蒂永-蒙魯日站
沙蒂永-蒙魯日站（法語：Châtillon - Montrouge）是巴黎地鐵的一個車站。沙蒂永-蒙魯日站開通於1976年11月9日，是巴黎地鐵13號線的車站，為地面車站。2008年6月開始，沙蒂永-蒙魯日站開始運行自動無人駕駛電車並加裝月台門，是巴黎地鐵中14線之外最早加裝月台門的車站。

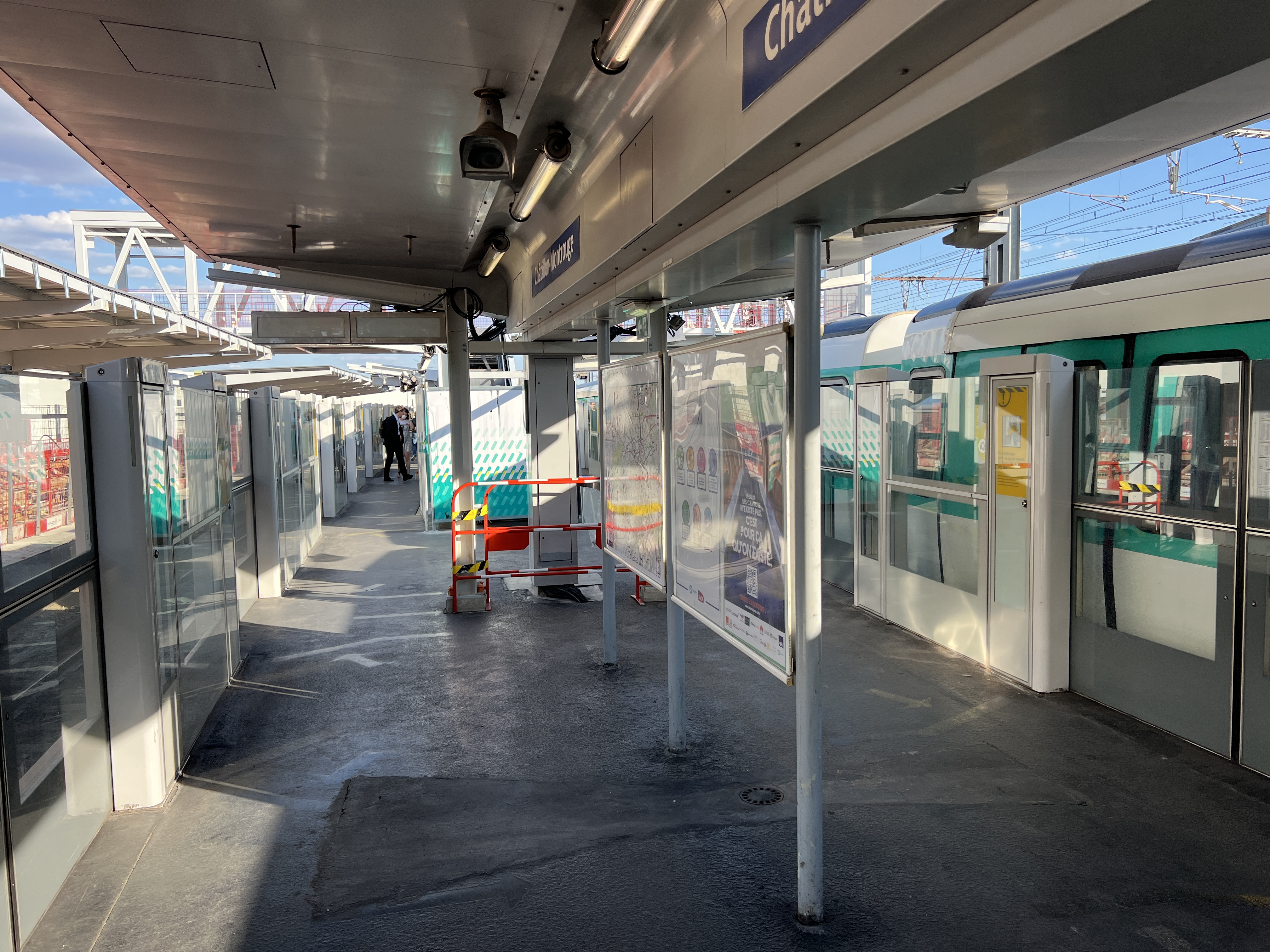
月台（2022年7月）

## 車站結構
| 1F           | 夾層                  | 閘機、月台及街道連接                              |
| G 街道/ 月台 | 北行                  | 往莱库尔蒂耶/聖但尼大學（馬拉科夫-艾蒂安·多雷路） |
| G 街道/ 月台 | 島式月台，左/右側開門 |                                                   |
| G 街道/ 月台 | 北行                  | 往莱库尔蒂耶/聖但尼大學（馬拉科夫-艾蒂安·多雷路） |
| G 街道/ 月台 | 南行                  | 只限落客                                          |
| G 街道/ 月台 | 側式月台，右側開門    |                                                   |